# Spinogoephanes pauliani
Spinogoephanes pauliani là một loài bọ cánh cứng trong họ Cerambycidae.